# Mohammed Al-Khabrani
Mohammed Al-Khabrani, né le 14 octobre 1993 en Arabie saoudite, est un footballeur saoudien. Il évolue au poste de défenseur central avec le club Khaleej FC.

## Palmarès
- Champion d'Arabie saoudite de D2 en 2015 avec Al-Qadisiyah